# Christine Truman
Christine Truman-Janes (ur. 16 stycznia 1941 w Loughton) – brytyjska tenisistka, mistrzyni French Championships 1959.
Zadebiutowała na Wimbledonie w wieku 16 lat (1957) i dotarła do półfinału, przegrywając z Altheą Gibson. Sprawiła sensację, wygrywając z tą zawodniczką w Pucharze Wightman. Kiedy wygrała French Open, miała osiemnaście lat. Wówczas została najmłodszą triumfatorką tego turnieju (później wynik poprawiły Steffi Graf i Monica Seles). Finalistka singlowego U.S. National Championships i deblowego Wimbledonu w tym roku. Wywalczyła deblowy tytuł na Australian Championships, w parze z Marią Bueno.
Reprezentantka w Fed Cup, Pucharze Wightman, klasyfikowana na 2. miejscu listy światowej.